# Lorenzo Taliaferro
Lorenzo Taliaferro (Yorktown, 23 dicembre 1991 – Williamsburg, 16 dicembre 2020) è stato un giocatore di football americano statunitense che ha militato nel ruolo di running back nella National Football League (NFL). Fu scelto nel corso del quarto giro (138º assoluto) del Draft NFL 2014. Al college giocò a football alla Coastal Carolina University.
Taliaferro è morto improvvisamente nel dicembre 2020, stroncato da un infarto.

## Carriera professionistica

### Baltimore Ravens
Taliaferro fu scelto nel corso del quarto giro (138º assoluto) del Draft 2014 dai Baltimore Ravens. Debuttò come professionista subentrando nella gara della settimana 1 contro i Cincinnati Bengals. Due settimane dopo guidò i suoi con 91 yard corse e il suo primo touchdown nella vittoria all'ultimo secondo contro i Cleveland Browns. Anche la domenica successiva andò a segno nella vittoria contro i Carolina Panthers. La sua prima stagione si chiuse con 292 yard corse e 4 touchdown in 13 presenze, tutte come riserva di Justin Forsett. Il 1º settembre 2017 fu svincolato.

## Statistiche
| Partite totali      | 13  |
| Partite da titolare | 0   |
| Yard corse          | 292 |
| Touchdown su corsa  | 4   |

Statistiche aggiornate alla stagione 2014